# Бйорн Нордквіст
Бйорн Нордквіст (швед. Björn Nordqvist, нар. 6 жовтня 1942, Галльсберг) — шведський футболіст, що грав на позиції захисника. Багаторічний капітан національної збірної Швеції. Найкращий шведський футболіст 1968 року.
Дворазовий чемпіон Швеції. Володар Кубка Швеції. Володар Кубка Нідерландів. Чемпіон Нідерландів

## Клубна кар'єра
У дорослому футболі дебютував 1961 року виступами за команду клубу ІФК Норрчепінг, в якій провів одинадцять сезонів, взявши участь у 245 матчах чемпіонату.  Більшість часу, проведеного у складі «Норрчепінга», був основним гравцем захисту команди.
Своєю грою за цю команду привернув увагу представників тренерського штабу нідерландського ПСВ Ейндговен, до складу якого приєднався 1973 року. Відіграв за команду з Ейндговена наступні два сезони своєї ігрової кар'єри. Граючи у складі ПСВ також здебільшого виходив на поле в основному складі команди.
Згодом з 1975 по 1980 рік грав у складі команд клубів ІФК Гетеборг та «Міннесота Кікс».
Завершив професійну ігрову кар'єру в «Ергрюте», за команду якого виступав протягом 1980—1983 років.

## Виступи за збірну
1963 року дебютував в офіційних матчах у складі національної збірної Швеції. Протягом кар'єри у національній команді, яка тривала 16 років, провів у формі головної команди країни 115 матчів. Понад десять років, з 1967 по 1978 рік був капітаном шведської збірної.
У складі збірної був учасником чемпіонату світу 1970 року у Мексиці, чемпіонату світу 1974 року у ФРН, а також чемпіонату світу 1978 року в Аргентині.

## Титули і досягнення

### Командні
- Чемпіон Швеції (2):

«Норрчепінг»:  1962, 1963
- Володар Кубка Швеції (1):

«Норрчепінг»:  1968–69
- Володар Кубка Нідерландів (1):

ПСВ: 1973–74
- Чемпіон Нідерландів (1):

ПСВ: 1974–75

### Особисті
- Найкращий шведський футболіст року (1):

1968